# Chorizanthe angustifolia
Chorizanthe angustifolia Nutt. – gatunek rośliny z rodziny rdestowatych (Polygonaceae Juss.). Występuje naturalnie w południowo-zachodnich Stanach Zjednoczonych – w Kalifornii. 

## Morfologia
PokrójRoślina jednoroczna dorastająca do 5–100 cm wysokości. Pędy są owłosione.
LiścieBlaszka liściowa liści odziomkowych ma odwrotnie lancetowaty kształt. Mierzy 10–40 mm długości oraz 3–6 mm szerokości. Ogonek liściowy jest owłosiony i osiąga 10–40 mm długości.
KwiatyZebrane w wierzchotki jednoramienne, rozwijają się na szczytach pędów, w kątach wewnętrznych listków okrywy (ang. phyllaries) o czerwonawej barwie. Okwiat ma dzwonkowaty kształt i barwę od białej do różowej, mierzy do 2–3 mm długości.
OwoceNiełupki o kulistym kształcie, osiągają 2–3 mm długości.

## Biologia i ekologia
Rośnie w lasach sosnowych, widnych lasach oraz na terenach piaszczytych. Występuje na wysokości do 500 m n.p.m. Kwitnie od kwietnia do lipca.